# 野坂峠
野坂峠（のさかとうげ）は、島根県津和野町から山口県山口市へ至る峠である。
この峠は国道9号が通っている。最高標高は370mであり、最高標高点付近はトンネルになっている。トンネルの長さは194m。野坂山の東麓にある。
島根県側はカーブが多く最高速度が40km/hになっている。
山口県側には近くに道の駅願成就温泉がある。